# 神戸市立灘小学校
神戸市立灘小学校（こうべしりつ なだしょうがっこう）は、兵庫県神戸市灘区千旦通1丁目にある公立小学校。
同じ神戸市内の灘中学校・高等学校とは無関係である。

## 沿革
- 1970年（昭和45年）4月1日 - 市立摩耶高等学校跡地に開校。六甲小学校・稗田小学校・西灘小学校から分離した1～5年児童845名が移る。
- 1971年（昭和46年）2月 - 校歌・校章を制定。
- 1995年（平成7年）
  - 1月17日 - 阪神・淡路大震災発生。児童2名が犠牲となる。講堂天井が落下し、校舎には亀裂多数。構内を被災者の避難所とする。
  - 2月 - 授業再開。
  - 11月 - プレハブ校舎へ移転。
- 1996年（平成8年）
  - 2月 - 避難所を閉鎖。
  - 11月 - 新校舎へ移転。
- 1998年（平成10年）5月 - 新校舎竣工記念式典を挙行。

## 通学区域と進学先中学校
神戸市灘区。校区と進学先中学校は以下の通り。
- 神戸市立原田中学校
  - 上河原通1 - 4丁目、神ノ木通1 - 4丁目、千旦通1 - 4丁目、稗原町4丁目（2番6～16号・4番）
- 神戸市立烏帽子中学校
  - 下河原通1 - 5丁目、琵琶町1 - 3丁目
- 神戸市立鷹匠中学校
  - 永手町4 - 5丁目、稗原町1 - 3丁目・4丁目（1番・2番1～5号・17～23号・3番）、森後町2 - 3丁目、六甲町1 - 5丁目

## 周辺
- 都賀川
- ホザナ幼稚園
- オリンピア都こども園
- ゆりか認定こども園

## 交通
- 阪急神戸線 六甲駅から南西へ300m
- JR東海道本線 六甲道駅から北西へ700m
- 神戸市バス
  - 102系統 灘小学校前より
  - 90・92・100・102・103系統 将軍通より

## 通学区域が隣接している学校
- 神戸市立高羽小学校
- 神戸市立成徳小学校
- 神戸市立西郷小学校
- 神戸市立西灘小学校
- 神戸市立稗田小学校
- 神戸市立六甲小学校